# Chile en los Juegos Bolivarianos de Playa
La República de Chile participó en todas las tres ediciones de los Juegos Bolivarianos de Playa, logró ganar un total de 130 medallas en dichos Juegos, incluyendo 47 medallas de oro, 45 de plata y 38 de bronce. Los Juegos Bolivarianos de Playa es un evento deportivo que tiene lugar cada dos años.

## Medallero
| Evento         | Oro | Plata | Bronce | Total |
| -------------- | --- | ----- | ------ | ----- |
| Lima 2012      | 11  | 16    | 12     | 39    |
| Huanchaco 2014 | 6   | 8     | 10     | 24    |
| Iquique 2016   | 30  | 21    | 16     | 67    |